# Maria van der Deliën
Maria van der Deliën (geboren um 1629 in Nieuwerkerk; gestorben 16. Juni 1673 in Oirschot) war eine niederländische Dichterin.

## Leben
Maria van der Deliën wurde um 1629 in Nieuwerkerk geboren. Sie war die Tochter des Pfarrers Nicolaus Antonie van der Deliën (1600–1630) und Abigaël de Monier (gestorben nach dem 11. Mai 1658). Das Umfeld von Maria van der Deliën war sehr kirchlich geprägt, ihr Vater war Pfarrer, ihre Mutter war die Tochter eines Pfarrers, sie selbst heiratete einen Pfarrer, fünf Söhne studierten Theologie und zwei Töchter heirateten einen Pfarrer. Ihr Vater, ihr Mann und einige Söhne veröffentlichten ebenfalls erbauliche Werke. Maria van der Deliën selbst schrieb zwölf erbauliche Lieder, die posthum zusammen mit Arbeiten ihres Mannes in der Sammlung „Geestelyke gesangen“ im Jahr 1706 von Adriaan van Loo veröffentlicht wurden, von der mindestens acht Nachdrucke erschienen.
Zum Zeitpunkt der Geburt von Maria van der Deliën war ihr Vater Pfarrer in Nieuwerkerk, Zeeland. Danach wurde er 1630 zum Pfarrer in Den Bosch berufen, wo er am 18. August 1630 vereidigt wurde. Er verstarb bereits am 3. Oktober 1630 und einige Monate später brachte seine Witwe noch eine Tochter zur Welt, die sie nach ihrem verstorbenen Mann Nicolaa nannte. Diese Schwester ist wahrscheinlich jung gestorben. So wuchs Maria van der Deliën als einzige Tochter einer Pfarrerswitwe auf. Ihre Mutter heiratete erst um 1654 erneut, dies geht aus einem Schreiben aus dem Mai 1658 hervor, in dem sie sich darüber beschwerte, dass ihr vier Jahre lang ihr Witwengehalt vorenthalten worden sei.
Maria van der Deliën heiratete am 27. April 1649 in Den Bosch den Pfarrer Robertus Immens (1623–1680). Immens war Pfarrer in Schijndel. Aus dieser Ehe gingen zwischen 1650 und 1666 neun Söhne und drei Töchter hervor. Die Familie zog zehn Jahre nach der Hochzeit nach Oirschot, dem Geburtsort Immens. In der Familie Immens herrschte ein strenges Erziehungsklima, welches Jacob Willemsen, der die Familie kannte, folgendermaßen beschrieb: In der Gegenwart der Eltern mussten die Kinder schweigen und selbst ihr studierender Sohn sprach nicht, bis sein Vater ihm selbst die Erlaubnis mit den Worten, „Sohn, nun ist es dir erlaubt zu sprechen!“, gab. Maria van der Deliën gilt als sehr gläubige Dichterin. Ihr Verleger Adriaan van Loo merkte an, dass die Verse ihrer Lieder nicht zu schnell gesungen werden sollten, da sie viel Material zur Meditation enthielten.
Maria van der Deliën starb am 16. Juni 1673 in Oirschot.